# Джерело № 1 («Купіль», Павлово)
Джерело № 1 («Купіль») — гідрологічна пам'ятка природи місцевого значення. Об'єкт розташований на території Свалявського району Закарпатської області, с. Павлово.
Площа — 0,3 га, статус отриманий у 1984 році.